# Chiến hạm Napoléon
Chiến hạm Napoléon là một tàu chiến tuyến 90 pháo của Hải quân Pháp, và là tàu chạy động cơ hơi nước được chế tạo đầu tiên trên thế giới dùng cho mục đích quân sự. Tàu cũng được coi là tàu chiến hơi nước thực sự đầu tiên và là tàu chiến đinh ốc đầu tiên.
Ra mắt vào năm 1850, chiến hạm Napoleon là tàu dẫn đầu của một lớp tàu gồm 9 tàu chiến, tất cả được đóng trong khoảng thời gian khoảng mười năm. Lớp tàu này được thiết kế bởi nhà thiết kế hải quân nổi tiếng Henri Dupuy de Lôme. Ban đầu, con tàu được đặt tên là Prince de Joinville, để vinh danh François d'Orléans, Hoàng tử Joinville, nhưng được đổi tên thành 24 Février trong thời Đệ Nhị Cộng hòa để kỷ niệm sự thoái vị của Louis-Philippe I, và sau đó đổi tên là Napoléon vào tháng 5 năm 1850, vài ngày sau khi ra mắt. Hoàng tử của Joinville đã đề cập đến vụ việc trong Vieux Souvenirs của ông, viết một cách cay đắng "Tôi vẫn cười về điều đó".

## Nền tảng kỹ thuật
Trước khi áp dụng thử nghiệm chân vịt trong tàu chiến vào những năm 1840, kỹ thuật hơi nước duy nhất lúc đó là các bánh xe chèo, do vị trí quá rộng của chúng ở bên thân tàu và máy móc cỡ lớn mà việc sử dụng chúng không tương thích, nhất là khi vị trí đặt pháo được bố trí hai bên thân ngoài của tàu chiến.

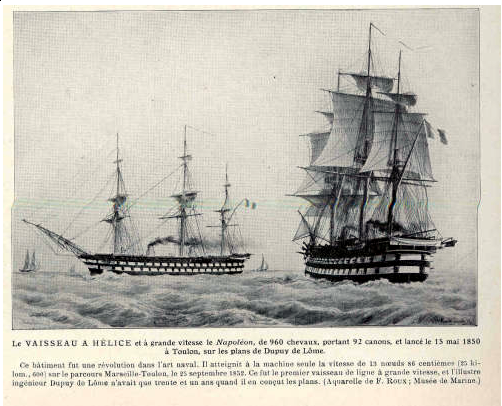
Hai góc nhìn của Napoléon.

"Henri Dupuy de Lôme đã nghĩ ra và thực hiện kế hoạch táo bạo hơn với việc thiết kế một chân vịt, và vào năm 1847, tàu Napoléon đã được đặt hàng. Sự thành công của tàu đã khiến việc thay đổi trong thiết kế động cơ hơi nước của các tàu trên thế giới trở nên cần thiết. Tàu ra mắt năm 1850, vận hành vào năm 1852, đã đạt tốc độ gần 14 hải lý/giờ (26 km/h). Trong thời gian Chiến tranh Krym, hoạt động của tàu Napoleon đã thu hút sự chú ý lớn, và loại tàu theo thiết kế này dần gia tăng số lượng. Tàu dài khoảng 240 ft (73 m), rộng 55 ft (17 m), và lượng giãn nước 5.000 tấn, với hai sàn súng. Việc thiết kế táo bạo và cẩn thận của tàu đã thành công. Những tính năng tốt nhất của những chiếc tàu chiến tuyến bánh chèo được Sané và các đồng nghiệp của ông duy trì; trong khi các điều kiện mới liên quan đến việc phổ biến động cơ chạy năng lượng hơi nước và cung cấp than lớn đã được đáp ứng triệt để. "

## Phát triển bởi các hải quân khác
Từ 1844-1845, liên minh giữa Anh và Pháp sụp đổ sau sự can thiệp của Pháp ở Tahiti và Morocco, và các tờ báo ở Pháp ủng hộ thúc đẩy lực lượng hải quân mạnh hơn (chẳng hạn như "Notes sur l’état des forces navales" của Hoàng tử Joinville), dẫn đến một cuộc chạy đua vũ trang trong lĩnh vực hải quân.
Vương quốc Anh đã có một số đơn vị ven biển có động cơ hơi nước vào những năm 1840, được gọi là "blockships", đó là quá trình chuyển đổi các tàu chiến nhỏ truyền thống nhỏ thành tàu chạy động cơ với đuôi tàu đặt động cơ, gắn một động cơ trung bình 450 mã lực (340 kW) tốc độ từ 5,8 hải lý/giờ (10,7 km/giờ; 6,7 dặm / giờ) đến 8,9 hải lý/giờ (16,5 km/giờ;10,2 dặm/giờ). Hải quân Hoàng gia cũng đã tiến hành đóng một số tàu nồi hơi, HMS Rattler trở thành tàu chiến chân vịt đầu tiên trên thế giới vào năm 1843. Cả hai quốc gia cũng đã phát triển tàu khu trục hơi nước, French Pomone ra mắt vào năm 1845, và British Amphion một năm sau đó. Tuy nhiên, Napoléon là thiết giáp hạm hơi nước thường xuyên đầu tiên được ra mắt.
Năm 1847, Anh đã thiết kế một tàu chiến động cơ hơi nước chạy chân vịt có tên James Watt, nhưng dự án bị trì hoãn rất nhiều và cô đã không tham gia phục vụ cho đến năm 1854. Tàu chị em của James Watt là Agamemnon được đặt hàng vào năm 1849 và được đưa vào hoạt động vào tháng 1 năm 1853. Một tàu chiến khác, Sans Pareil đã được chuyển đổi sử dụng động cơ hơi nước và ra mắt vào tháng 3 năm 1851; tàu đã vượt qua Agamemnon để phục vụ vào tháng 11 năm 1852. Việc Anh chậm chạp tham gia chiến hạm hơi nước dường như xuất phát từ truyền thống của Anh đối với hoạt động đường dài trên toàn thế giới, vào thời điểm đó, sử dụng thuyền buồm vẫn là phương thức đáng tin cậy nhất.
Cuối cùng, Pháp và Anh là hai quốc gia duy nhất phát triển các đội tàu chiến chạy động cơ hơi nước bằng gỗ, mặc dù vài lực lượng hải quân của nước khác được biết có ít nhất một đơn vị, tàu được đóng hoặc chuyển đổi với sự hỗ trợ kỹ thuật của Anh (Nga, Thổ Nhĩ Kỳ, Thụy Điển, Naples, Đan Mạch và Áo). Nhìn chung, Pháp đã chế tạo 10 tàu chiến động cơ hơi nước bằng gỗ mới và chuyển đổi 28 chiếc tàu khác từ các đơn vị cũ, trong khi Anh đóng mới 18 chiếc và chuyển đổi 41 chiếc.

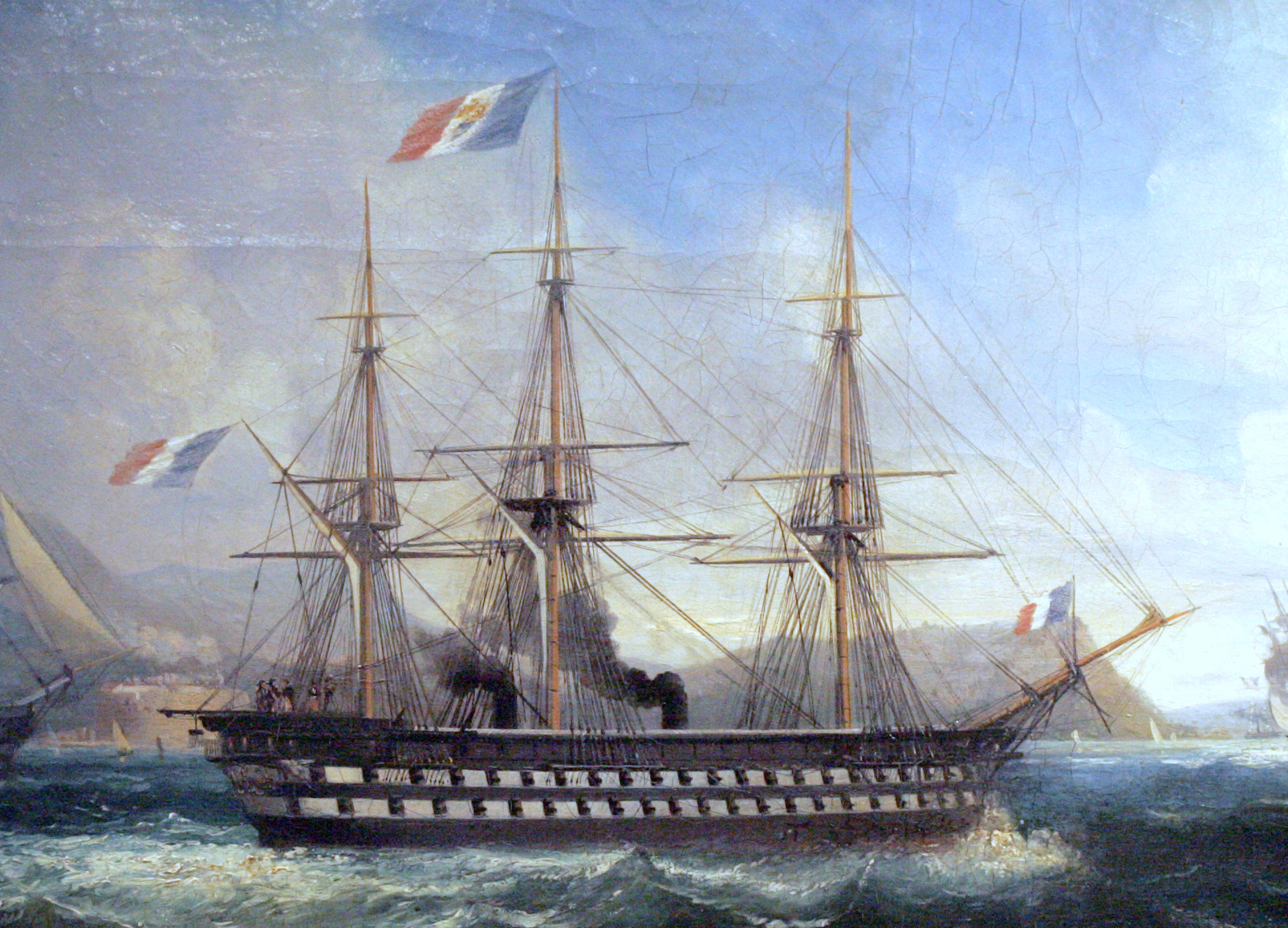
Napoléon tại Toulon năm 1852.
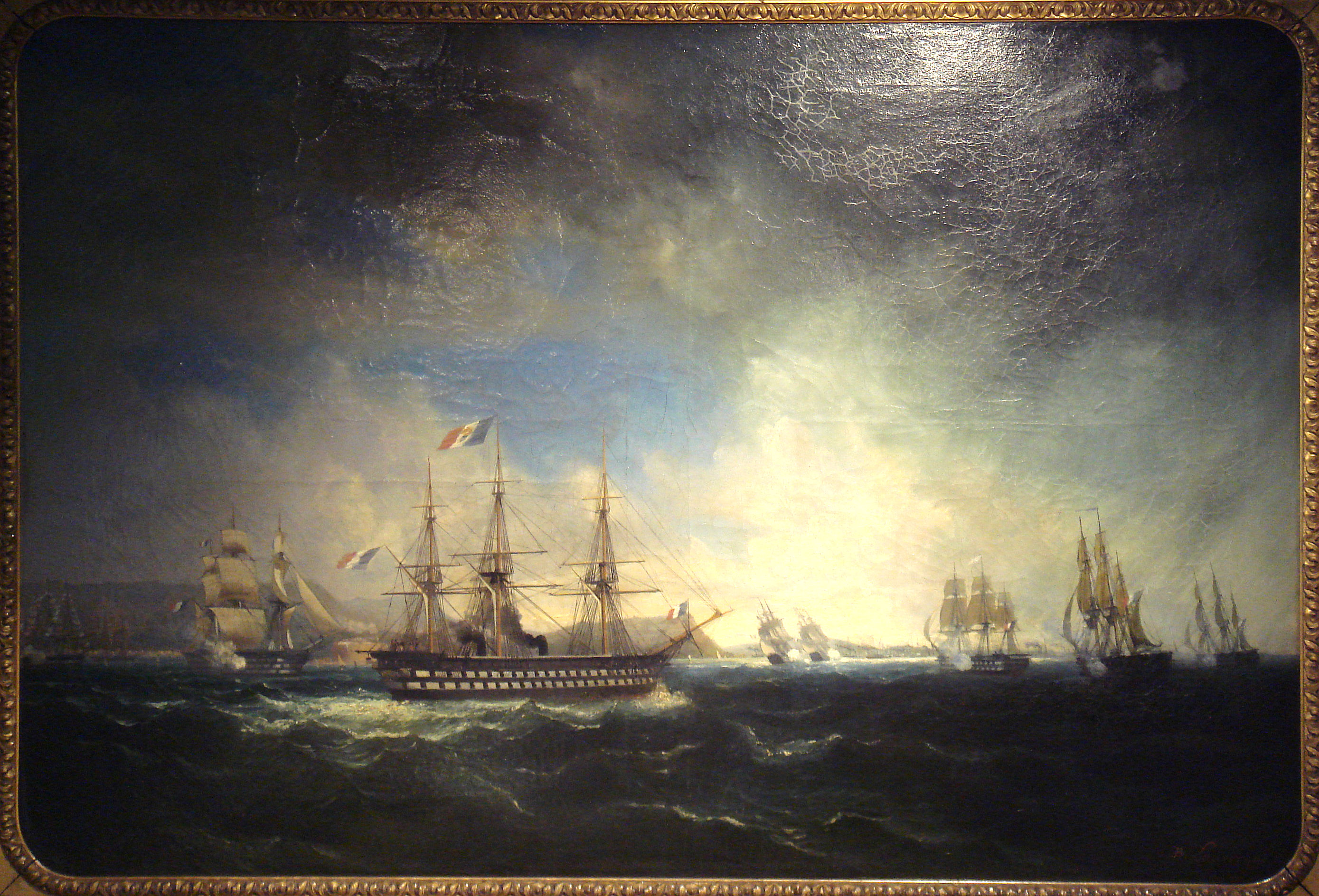
Napoléon tại buổi tổng duyệt hải quân năm 1852 ở Toulon.
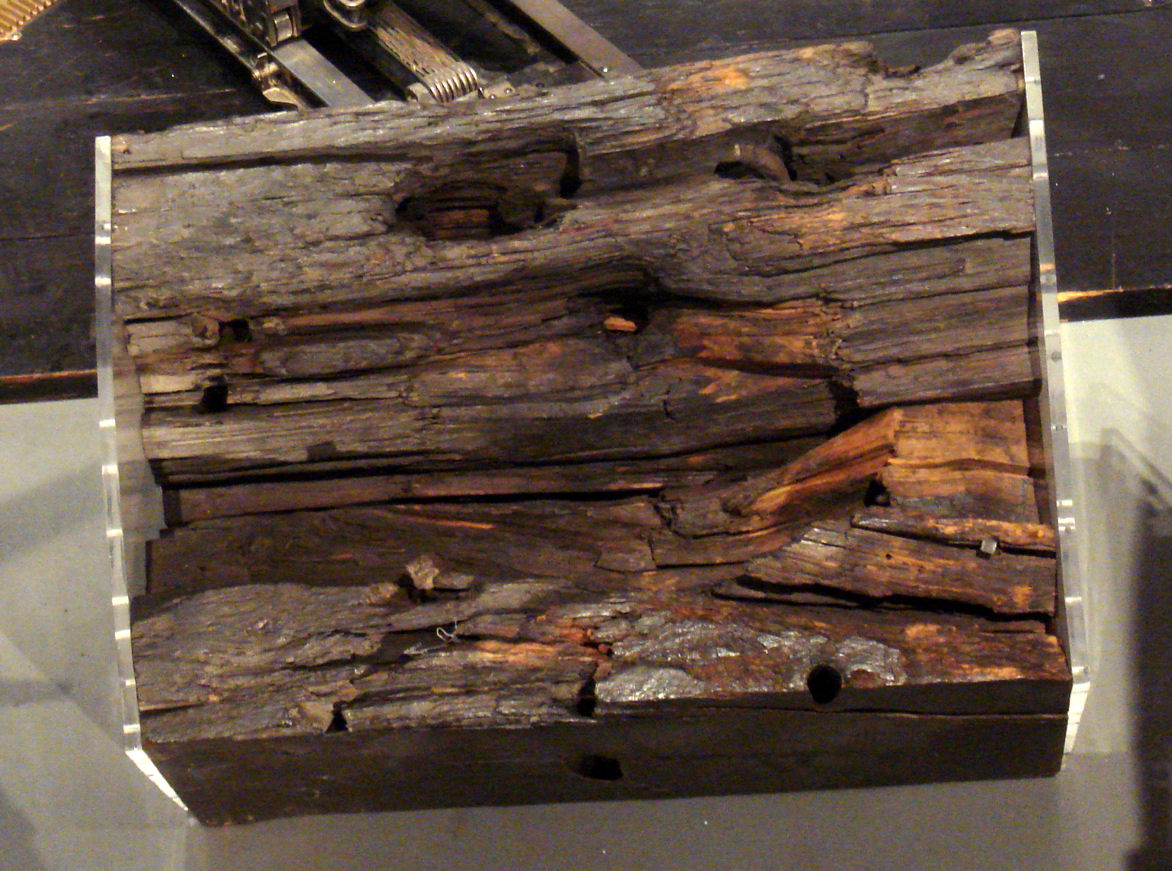
Tấm ván gỗ của tàu chiến Napoléon bị trúng đạn trong cuộc chiến Crimean.